# Moju
Moju est une municipalité brésilienne située dans l'État du Pará.